# Chrysolina tekessica
Chrysolina tekessica é uma espécie de artrópode pertencente à família Chrysomelidae.